# 鄧貴
鄧貴（1413年—？），字安達，江西吉安府吉水縣人，民籍。明朝政治人物。進士出身。

## 生平
江西鄉試第三名。正統七年（1442年）壬戌科會試第十四名，殿試登進士第三甲第一名。

## 家族
曾祖鄧文郁。祖父鄧沖虛。父亲鄧嘉會，曾任常熟知縣。